# Vương Tu (Tam Quốc)
Vương Tu (chữ Hán: 王脩) là quan viên cuối đời Đông Hán, đầu đời Tam Quốc trong lịch sử Trung Quốc.

## Thiếu thời
Tu tự Thúc Trì, là người huyện Doanh Lăng, quận Bắc Hải . Tu lên 7 tuổi thì mất mẹ. Mẹ mất vào ngày tế thần Xã, cứ dịp ấy hằng năm, Tu rất buồn; láng giềng nghe chuyện, vì ông mà bãi bỏ lễ tế. Lên 20 tuổi, Tu du học ở quận Nam Dương, nghỉ ở nhà Trương Phụng. Cả nhà Phụng mắc bệnh, không thể chăm sóc nhau, Tu tự tay giúp đỡ, đến khi họ khỏi bệnh mới ra đi.

## Sự nghiệp

### Phụng sự Khổng Dung
Trong niên hiệu Sơ Bình (190 – 193), Tu được Bắc Hải tướng Khổng Dung triệu làm Chủ bộ, giữ chức Cao Mật huyện lệnh. Nhà họ Tôn ở Cao Mật vốn hào hiệp, khách của họ mấy lần phạm pháp. Trong dân có kẻ cướp trốn vào nhà họ Tôn, các viên lại không thể bắt. Tu đem quan dân đi vây, nhà họ Tôn chống lại, quan dân kiêng sợ không dám đến gần. Tu lệnh cho quan dân: “Kẻ nào dám không đánh thì chịu cùng tội.” Nhà họ Tôn sợ, bèn giao kẻ cướp ra. Do vậy mà cường hào sợ phục.
Tu được Dung cử làm Hiếu liêm, muốn nhường cho Bỉnh Nguyên, Dung không nghe. Bấy giờ tàn dư của nghĩa quân Khăn Vàng xâm phạm quận Bắc Hải, Tu rốt cục không thể lên đường đến kinh sư tiếp nhận ứng cử. Ít lâu sau, trong quận có kẻ làm phản; Tu nghe tin Dung có nạn, đương đêm chạy đến. Nghĩa quân mới phát động, Dung nói với tả hữu rằng: “Dám mạo hiểm đến đây, chỉ có Vương Tu đấy!” Dứt lời thì Tu đến; Dung lại thự Tu làm Công tào. Bấy giờ Giao Đông nhiều lực lượng nổi dậy, Dung lại lệnh cho Tu giữ chức Giao Đông huyện lệnh. Người Giao Đông là Công Sa Lô cậy dòng họ lớn mạnh, tự xây hào trại, không chịu nghe điều động. Tu một mình đem vài kỵ binh xông thẳng vào nhà hắn, chém anh em Lô, khiến họ Công Sa kinh ngạc không dám hành động. Tu phủ dụ dư đảng, do vậy các cuộc nổi dậy tạm dừng. Dung mỗi khi gặp khó khăn, Tu dẫu rời chức về nhà, chẳng lần nào không đến; Dung luôn cậy nhờ ông vậy đấy.

### Phụng sự Viên Đàm
Con trưởng của Viên Thiệu là Viên Đàm được làm Thanh Châu thứ sử, vời Tu làm Trị trung tòng sự. Có Biệt giá Lưu Hiến mấy lần gièm pha Tu, về sau Hiến gặp chuyện đáng chết, Tu lý luận giúp ông ta được tha. Người đương thời còn kể nhiều chuyện như vậy. Viên Thiệu lại vời Tu trừ chức Tức Mặc huyện lệnh, sau đó cho trở lại làm Biệt giá của Đàm.
Thiệu chết, các con Đàm, Thượng xung đột. Thượng đánh Đàm, quân Đàm thua, Tu soái quan dân đi cứu Đàm. Đàm vui vẻ nói: “Làm nên quân đội của ta, là Vương biệt giá đấy.” Thấy Đàm thất bại, Lưu Tuân dấy binh ở Tháp Âm, các thành đều hưởng ứng. Đàm than thở rằng: “Nay cả châu phản bội, chẳng phải cô không có đức hay sao!” Tu nói: “Đông Lai thái thú Quản Thống dẫu ở bên bờ biển, nhưng người này không phản. Ắt sẽ đến.” Hơn 10 ngày sau, Thống quả nhiên bỏ vợ con đến gặp Đàm, vợ con đều bị quân nổi dậy giết chết, Đàm đổi Thống làm Lạc An thái thú.
Đàm lại muốn đánh Thượng, Tu can rằng: “Anh em đánh nhau qua lại, là đạo của bại vong đấy.” Đàm không hài lòng, nhưng biết sự trung nghĩa của Tu; sau đó lại hỏi: “Có kế gì chăng?” Tu đáp: “Ôi, anh em là tay trái tay phải vậy. Ví dụ người ta đánh nhau rồi chặt đứt tay phải của hắn, mà nói “tôi ắt thắng”, như vậy làm sao có thể? Ôi bỏ anh em rồi không còn người thân, thiên hạ ai muốn gần gũi đây! Gặp kẻ gièm pha, nên mới đánh nhau một lúc, để cầu cái lợi một sớm, xin sứ quân sáng suốt thì tai chớ nghe vậy. Nếu chém mấy tên nịnh thần, nối lại tình thân, để chống lại bốn phương, thì có thể hoành hành thiên hạ.” Đàm không nghe, rồi cùng Thượng đánh nhau, cầu cứu Tào Tháo.
Tào Tháo đã chiếm được Ký Châu, Đàm lại nổi dậy. Tào Tháo bèn dẫn quân đánh Đàm ở Nam Bì. Khi ấy Tu vận lương ở Lạc An, nghe tin Đàm nguy cấp, đem quân bản bộ cùng vài chục tòng sự đến chỗ ông ta. Đến Cao Mật, nghe tin Đàm mất, Tu xuống ngựa kêu khóc rằng: “Không còn ngài thì biết về đâu?” Trước đó Tào Tháo bêu đầu của Đàm, lệnh rằng: “Ai dám khóc thì giết cả vợ con.” Tu và Điền Trù bảo nhau: “Sống nhận mệnh vời, chết không dám khóc, trái nghĩa vậy. Sợ chết quên nghĩa, sao đứng trên đời?” rồi đến dưới đầu của Đàm mà khóc, khiến ba quân thương xót. Quân chánh đề nghị trị tội của họ, Tào Tháo nói: “Nghĩa sĩ đấy!” rồi tha cho họ.  Tu đến gặp Tào Tháo, xin thu nhặt thây của Đàm để chôn cất; Tháo muốn xem ý của ông, im lặng không trả lời, Tu lại nói: “Chịu ơn dày của họ Viên, nếu được thu liệm thây của Đàm, về sau chịu tội chết, chẳng hận gì nữa.” Tháo khen Tu có nghĩa, bèn đồng ý.

### Phụng sự Tào Tháo
Tào Tháo lấy Tu làm Đốc quân lương, cho về Lạc An. Đàm đã chết, các thành đều khuất phục, chỉ có Quản Thống giữ Lạc An không nghe lệnh. Tháo mệnh Tu lấy đầu của Thống, Tu cho rằng Thống là trung thần mất nước, bèn cởi trói cho ông ta, đưa đến gặp Tháo; Tháo hài lòng mà tha cho Thống. Viên Thiệu thi hành chánh trị khoan dung, những kẻ nắm chức quyền phần nhiều giàu có. Tào Tháo phá Nghiệp Thành, tịch thu gia sản của Thẩm Phối đáng giá hàng vạn tiền. Đến khi phá Nam Bì, xét nhà Tu, lương thực không đầy 10 hộc, nhưng có vài trăm quyển sách. Tháo than rằng: “Kẻ sĩ không mong nổi tiếng.” Bèn dùng lễ vời làm Tư không duyện, hành Tư kim trung lang tướng, không lâu sau được thăng làm Ngụy quận thái thú. Tu trị lý ức mạnh đỡ yếu, thưởng phạt rõ ràng, được trăm họ khen ngợi.
Tào Tháo nhận tước Ngụy vương, Tu được làm Đại tư nông Lang trung lệnh. Tháo bàn việc thi hành nhục hình, Tu cho rằng bây giờ chưa thể, Tháo nghe theo đề nghị của ông. Sau đó Tu được dời làm Phụng thường. Gặp lúc Nghiêm Tài nổi dậy, cùng vài mươi đồng đảng tấn công Dịch môn. Tu nghe có biến, gọi xe, ngựa chưa đến, liền đem quan thuộc đi bộ đến cửa cung. Tào Tháo trên đài Đồng Tước trông xa, nói: “Người đến ắt là Vương Thúc Trì đấy.” Tướng quốc Chung Do nói với Tu: “Theo phép xưa, kinh thành có biến, cửu khanh đều ở phủ của họ.” Tu nói: “Ăn lộc của người, sao lại tránh né khó khăn của họ? Ở phủ dẫu là phép xưa, nhưng trái với cái nghĩa cứu nạn.” Ít lâu sau, Tu bệnh mất khi đang ở chức.

## Kỳ sự
Tu nhận thức Cao Nhu khi Nhu vừa trưởng thành, đề cao Vương Cơ khi Cơ còn trẻ con, rốt cục họ đều thành đạt. Người đời khen Tu là biết nhìn người.

## Hậu nhân
Sử cũ nhắc đến 2 người con trai của Tu:
- Vương Trung, được làm đến Đông Lai thái thú, Tán kỵ thường thị.
- Vương Nghi, tự Chu Biểu, tính thanh cao, ngay thẳng. Nghi được làm tư mã cho An đông tướng quân Tư Mã Chiêu. Khi Chiêu thua trận Đông Quan, hỏi Nghi rằng: “Việc xảy ra gần đây, là ai gây ra lỗi?” Nghi đáp: “Hãy hỏi quân sư.” [c] Chiêu giận nói: “Tư mã muốn đổ tội cho ta chăng?” rồi giết Nghi.

- Con Nghi là Vương Bầu (王裒) hay Vương Bao (王褒) vì cớ Tư Mã Chiêu lạm sát cha mình, trọn đời không ngồi quay mặt về hướng tây, không làm quan nhà Tấn, là  một trong Nhị thập tứ hiếu.